# Marfontaine
Marfontaine es una comuna francesa situada en el departamento de Aisne, de la región de Alta Francia.

## Geografía
Está ubicada a 10 km al suroeste de Vervins. 

## Demografía
| 151 | 144 | 127 | 76 | 87 | 88 | 95 | 82 |
| Para los censos de 1962 a 1999 la población legal corresponde a la población sin duplicidades (Fuente: INSEE [Consultar]) |     |     |    |    |    |    |    |